# Northern Star (álbum de Groove Armada)
Northern Star é o álbum de estréia do duo de música eletrônica inglês Groove Armada. Foi lançado em março de 1998 pela gravadora Tummy Touch.

## Recepção
| Críticas profissionais | Críticas profissionais |
| Avaliações da crítica  | Avaliações da crítica  |
| Fonte                  | Avaliação              |
| ---------------------- | ---------------------- |
| AllMusic               | [ 1 ]                  |
| NME                    | 6/10                   |

A resposta da crítica ao álbum foi mista. Stephen Dalton da NME chamou-lhe de "uma mistura excentricamente esquizóide de batidas da moda e "old-skool snoozerama".

## Lista de faixas
| N.º | Título                                                                     | Duração |  |
| 1.  | "Dr. Eiff"                                                                 | 5:49    |  |
| 2.  | "Capt. Sensual (Remix)"                                                    | 5:21    |  |
| 3.  | "Entrance to Zanzibar"                                                     | 5:59    |  |
| 4.  | ""At the River" (substituído na re-edição de "Fireside Favourite" – 4:26)" | 6:33    |  |
| 5.  | "Dirty Listening"                                                          | 5:24    |  |
| 6.  | "M2 Many"                                                                  | 6:14    |  |
| 7.  | "Dan Solo" (album edit)"                                                   | 7:33    |  |
| 8.  | "Pressure Breakdown"                                                       | 6:12    |  |
| 9.  | "What Have We Become?"                                                     | 5:51    |  |
| 10. | "Jeanneret's Groove"                                                       | 6:59    |  |
| 11. | "Pillar 13"                                                                | 4:49    |  |
| 12. | "Bonus Stitch 1 & 2 (não na re-edição)"                                    | 2:08    |  |

| 2007 re-issue iTunes bonus tracks |               |         |  |
| N.º                               | Título        | Duração |  |
| 13.                               | "Black Sheep" | 5:05    |  |
| 14.                               | "Wholemeal"   | 5:22    |  |